# 平衡
平衡在形上学中是指一種穩定的狀態，當受到多種對立的各方面，若每一部份都互相抵消，使整體無變化則稱為平衡。
在經濟學上，若支出和收入相等，則達到一個平衡；在化學上，若一可逆反應的正反應與逆反應相等，則達到一個平衡；在天文學上，一顆主序帶上的恆星，比如太陽，在恆星內部給定的任何一層，都是在熱壓力（向外）和在其外物質的質量產生的壓力（向內）相等，重力就沒有多餘的能量使恆星塌縮，以達到平衡的狀態。在物理學上，若受力或力矩互相抵消，則也能形成平衡。
若為變動的，但直保留在一個平均而整體為有規律的波動變化，則稱為動態平衡，比如說生態平衡。
此外，平衡亦可以分為穩定平衡和不穩定平衡。